# ریوند (شهر باستانی)
رِیوَنْد (به اوستایی: رَئِوَنْت)؛ به معنای «دارنده جلال و شکوه و فروغ»؛ نام شهر (یا قریه‌ای) است که در جبهه شمالی نیشابور قرار داشته و به خاطر معدن فیروزه دارای شهرت بوده و نیز به عنوان یکی از مکان‌های احتمالی آذر برزین‌مهر مورد توجه پژوهشگران است.

## موقعیت جغرافیایی
شهر (یا قریه کبیره) ریوند، در شمال غربی نیشابور، که در مسیر راه نیشابور به مهرجان (یا مهرگان) و اسفراین واقع بوده و بر اساس مسافت‌شمار قدیم، از شهر نیشابور، یک مرحله، فاصله داشته‌است. در «صورةالارض» ابن حوقل، از ریوند در شمار شهرهای بیست‌گانه نیشابور قرن چهارم هجری نام برده شده و به موقعیت این شهر (قریه کبیره) در نزدیک نیشابور و میان ولایت‌های توس و جوین و همراستای راونج اشاره شده‌است.
موقعیت جغرافیای کنونی:
شهر ریوند هم‌اکنون در ۳۰ کیلومتری جاده سبزوار-تهران قرار گرفته‌است. همسایگان آن از شمال روستاهای زردکوه، فشتنق و کیف از جنوب نامن، باشتن، تاج آباد، فیض آباد و حسین‌آباد از شرق استیر و از غرب مهر می‌باشند.

## مرکز ربع ریوند
شهر (یا قریه کبیره= روستای بزرگ) ریوند، مرکز ربع یا بخش ریوند نیشابور قدیم بوده‌است. ربع ریوند، یکی از بخش‌های چهارگانه نیشابور قدیم است که گستره آن از یک سو به مسجد جامع در مرکز شهر نیشابور و از سه سوی دیگر به مرزهای ولایت‌های طوس، بیهق و بشت می‌رسیده. شهر ریوند در دوره اسلامی، مسجد جامعی بزرگ و خانقاهای بسیار داشته‌است. «معدن فیروزه نیشابور» نیز در ناحیه ریوند قرار داشته و از شناسه‌های این ناحیه به‌شمار می‌آید.

## مشاهیر
در معجم‌البدان به دو تن از دانشورزان ریوند اشاره شده‌است؛ یکی، أبوسعید سهیل بن أحمد بن سهل الریوندی النیسابوری (دانشمند علوم حدیث، متوفی ۳۵۰ق) و دیگری، محمد بن الحسن بن علی بن عبدالرحمن ابن التیلویه أبوالفضائل المعینی الریوندی الفجکشی (دانشمند لغت‌شناس و ادیب، متوفی ۵۳۷ق) است. در «تاریخ نیشابور» ابوعبدالله حاکم نیز از سه تن مشایخ مؤلف اهل حدیث به نام‌های ابراهیم بن احمد بن محمد بن عبدالله ریوندی، سهل بن احمد بن سهل ریوندی -ابوسعید مزکّی- و محمد بن احمد بن هارون ریوندی -ابوبکر شافعی نیشابوری- یاد شده‌است. همچنین حاکم، سه تن دیگر از اهالی سرشناس ریوند را بدین شرح یاد می‌کند: «در اولِ اسلام، حکّام ماوراءالنهر، سه برادر بودند: محمد و عطریف و مسیّب، هر سه از ریوند. هر یک، در آن مملکت، درم و دینار بسیار زدند و آثار آن پیداست.»

## پیوند با بُرزین‌مهر
ناحیه‌ای که این شهر (یا قریه کبیره) در آن واقع شده؛ به عنوان یکی از مکان‌های احتمالی آتشکده معروف آذربرزین‌مهر مورد توجه پژوهشگران است. هوتوم-شیندلر و مارکورات جایگاه آذربرزین مهر را در روستای ریوند نیشابور، بر فراز تپه‌ای به همین نام نشان می‌دهند لازار فارپی، تاریخنگار سده پنجم و ششم میلادی، ریوند را «قریه مغان» (موبدان زرتشتی) دانسته و در «دانشنامه مزدیسنا» نیز از این محل به عنوان یکی از زیارتگاه‌های مشهور ایران دوره مزدیسنایی یاد شده‌است.

ابراهیم پورداود، اوستاشناس، دربارهٔ ریوند و پیوند آن با برزین‌مهر چنین نوشته‌است: «ریوند یکی از شهرهای معروف نیشاپور یا ابرشهر بوده؛ ابن رُسته می‌نویسد: ابرشهر دارای ۱۳ رستاق (معرب از روستاک پهلوی) و چهار طسّوج (معرب از تسوک پهلوی؛ در فارسی: تسو) یعنی محل است. ریوند یکی از آن چهار طسوج است. این شهر بخصوصه بواسطه آذر برزین‌مهر که یکی از سه آتشکده معروف ایران قدیم بوده شهرت داشت. مانند آذرگشب شیز (در آذربایجان) و آذرفرن‌بغ کاریان (در فارس)، بسیار متبرک و زیارتگاه بود.» شهر ریوند با جای‌نام‌های دیگر یاد شده در متون مزدیسنایی و تاریخی همچون: ربع ریوند، کوه ریوند و آتشکده آذر برزین‌مهر دارای ارتباط و پیوستگی جغرافیایی، تاریخی و فرهنگی است.

## پانوشت‌ها
1. ↑  «یادداشت‌ها»، اوستا؛ کهن‌ترین سرودها و متنهای ایرانی، گزارش و پژوهش جلیل دوستخواه، ج. ۲، تهران: مروارید، ۱۳۷۵، ص. ص۹۹۰
2. 1 2  شمس‌الدین ابی عبدالله محمد مقدسی (۱۹۰۶)، احسن‌التقاسیم فی معرفةالاقالیم، بیروت: دارصادر، ص. ص۳۲۶
3. 1 2  دانشنامه ایران، ج. ۲، ترجمهٔ زیر نظر کاظم موسوی بجنوردی، تهران: مرکز دائرةالمعارف بزرگ اسلامی، ۱۳۸۶، ص. ص۵۹
4. 1 2  آرتور کریستنسن (۱۳۹۳)، ایران در زمان ساسانیان، ترجمهٔ رشید یاسمی، تهران: آوای معاصر، ص. ص۱۲۱
5. 1 2  یشت‌ها، تفسیر و تألیف ابراهیم پورداود، ج. ۲، تهران: اساطیر، ۱۳۷۷، ص. ص۳۳۰–۳۳۱
6. ↑  شمس‌الدین ابی عبدالله محمد مقدسی (۱۹۰۶)، احسن‌التقاسیم فی معرفةالاقالیم، بیروت: دارصادر، ص. ص۳۵۲
7. ↑  ابی‌القاسم ابن حوقل النصیبی (۱۹۳۸)، صورة الارض، ج. ۲، بیروت: دار صادر، ص. ص۴۳۳، ۴۲۷–۴۲۸
8. ↑  تاریخ نیشابور، نوشته ابوعبدالله حاکم نیشابوری، ترجمه محمد بن حسین خلیفه نیشابوری، با مقدمه و تصحیح و تعلیقات محمدرضا شفیعی کدکنی، تهران: آگه، ۱۳۷۵، ص. ص۲۱۴–۲۱۵
9. ↑  شهاب‌الدین أبی عبدالله یاقوت بن عبدالله الحموی الرومی البغدادی (۱۹۷۹)، معجم البلدان، بیروت: دار احیاء الثراث العربی، ص. ج۳، ص۱۱۵؛ ج۴، ص۲۳۶
10. ↑  تاریخ نیشابور، نوشته ابوعبدالله حاکم نیشابوری، ترجمه محمد بن حسین خلیفه نیشابوری، با مقدمه و تصحیح و تعلیقات محمدرضا شفیعی کدکنی، تهران: آگه، ۱۳۷۵، ص. ص ۱۶۳، ۱۵۵، ۱۷۴
11. ↑  ابوعبدالله حاکم نیشابوری (۱۳۷۵)، تاریخ نیشابور، ترجمهٔ محمد بن حسین خلیفه نیشابوری، با مقدمه و تصحیح و تعلیقات محمدرضا شفیعی کدکنی، تهران: آگه، ص. ص۲۱۵
12. ↑  جهانگیراوشیدری (۱۳۷۱)، دانشنامه مزدیسنا، تهران: نشر مرکز، ص. ص۷۰
13. ↑  فرهنگ جغرافیای تاریخی نیشابور، نوشته سیدحسن مجتبوی، جواد محقق نیشابوری و حسن نظریان، نیشابور: دانشگاه آزاد اسلامی، ۱۳۹۱، ص. ص۱۱۹–۱۲۰

## فهرست منابع
- «احسن‌التقاسیم فی معرفةالاقالیم»، تألیف شمس‌الدین ابی عبدالله محمد مقدسی بیروت: دارصادر، ۱۹۰۶م.
- «اوستا؛ کهن‌ترین سرودها و متنهای ایرانی»، گزارش و پژوهش جلیل دوستخواه، تهران: مروارید، ۱۳۷۵.
- «ایران در زمان ساسانیان»، تألیف آرتور کریستنسن، ترجمه رشید یاسمی، تهران: آوای معاصر، ۱۳۹۳.
- «تاریخ نیشابور»، ابوعبدالله حاکم نیشابوری، ترجمه محمد بن حسین خلیفه نیشابوری، با مقدمه و تصحیح و تعلیقات محمدرضا شفیعی کدکنی، تهران:آگه، ۱۳۷۵.
- «دانشنامه ایران»، زیر نظر کاظم موسوی بجنوردی، تهران: مرکز دائرةالمعارف بزرگ اسلامی، ۱۳۸۶.
- «دانشنامه مزدیسنا»، تألیف جهانگیراوشیدری، تهران: نشر مرکز، ۱۳۷۱.
- «جغرافیای تاریخی نیشابور»، نوشته سیدحسن مجتبوی، جواد محقق نیشابوری و حسن نظریان، نیشابور: دانشگاه آزاد اسلامی، ۱۳۹۱.
- «صورةالارض»، تألیف ابی‌القاسم ابن حوقل النصیبی، بیروت: دارصادر، ۱۹۳۸م.
- «معجم البلدان»، شهاب‌الدین أبی عبدالله یاقوت بن عبدالله الحموی الرومی البغدادی، بیروت: دار احیاء الثراث العربی، ۱۹۷۹م.
- «یشت‌ها»، تفسیر و تألیف ابراهیم پورداود، تهران: اساطیر، ۱۳۷۷.